# A New Morning, Changing Weather
A New Morning, Changing Weather är ett album av det svenska bandet The (International) Noise Conspiracy, utgivet 2001.

## Låtlista
Samtliga låtar skrivna av The (International) Noise Conspiracy.
1. "A Northwest Passage" - 3:55
2. "Up for Sale" - 3:27
3. "Bigger Cages, Longer Chains" - 4:21
4. "Breakout 2001" - 3:43
5. "A Body Treatise" - 3:25
6. "Born Into a Mess" - 5:21
7. "New Empire Blues" - 3:20
8. "Capitalism Stole My Virginity" - 3:38
9. "Last Century Promise" - 6:10
10. "Dead Language of Love" - 4:24
11. "A New Morning, Changing Weather" - 4:27